# Syn (mitologia)
Syn – w mitologii nordyckiej jedna z Azyn (Ásynja) lub boginia, która „strzeże drzwi i zamyka je przed tymi, którzy nie mają wejść”. Jest również przywoływana w czasie potrzeby, przez obrońców.